# Sikorsky S-42
De Sikorsky S-42 was een vliegboot die door de Sikorsky Aircraft Corporation werd gemaakt. De bouw vond plaats in 1934-1935 en alle 10 exemplaren zijn in dienst gekomen bij Pan American World Airways.
In 1931 had Pan American World Airways (PAA) diverse fabrikanten gevraagd een ontwerp te maken voor een vliegboot voor langeafstandvluchten over water. De vliegtuigen moesten in staat zijn een afstand van 2500 zeemijl te overbruggen. Op dit verzoek kwamen twee fabrikanten met een voorstel, Sikorsky stelde de S-42 voor en Glenn Martin kwam met een plan voor de Martin M-130. PAA bestelde beide toestellen en het prototype van de S-42 maakte de eerste vlucht op 29 maart 1934.
PAA plaatste een order voor 10 exemplaren bij Sikorsky, maar de vliegtuigen konden het gewenste bereik niet waarmaken en ze werden vooral ingezet op kortere noord-zuid in plaats van oost–west routes. Ze werden vooral ingezet tussen Miami en Rio de Janeiro maar ook tussen New York en Bermuda. In het Verre Oosten verzorgde de vliegboot diensten tussen Manilla en Hongkong. Andere luchtvaartmaatschappijen hebben geen exemplaren besteld.
Alle S-42-toestellen kregen een naam met de toevoeging Clipper. Diverse toestellen waren betrokken bij ongevallen. Bij een ongeval met de Puerto Rican Clipper kwamen drie van de 25 mensen aan boord om het leven op 11 april 1936. Op 11 januari 1938 ging de Samoan Clipper door een explosie bij Pago Pago verloren. Hierbij verloren zeven bemanningsleden het leven, er waren geen passagiers aan boord. De Dominican Clipper verongelukte bij de landing in de haven van San Juan (Puerto Rico) op 3 oktober 1941, hierbij vielen twee dodelijke slachtoffers van de 27 mensen aan boord. Het laatste ongeval was op 8 augustus 1944 waarbij 17 doden vielen van de 26 passagiers en vijf bemanningsleden aan boord van de Hong Kong Clipper. 
Er zijn geen exemplaren bewaard gebleven, de andere toestellen zijn gesloopt. 

## Fotogalerij

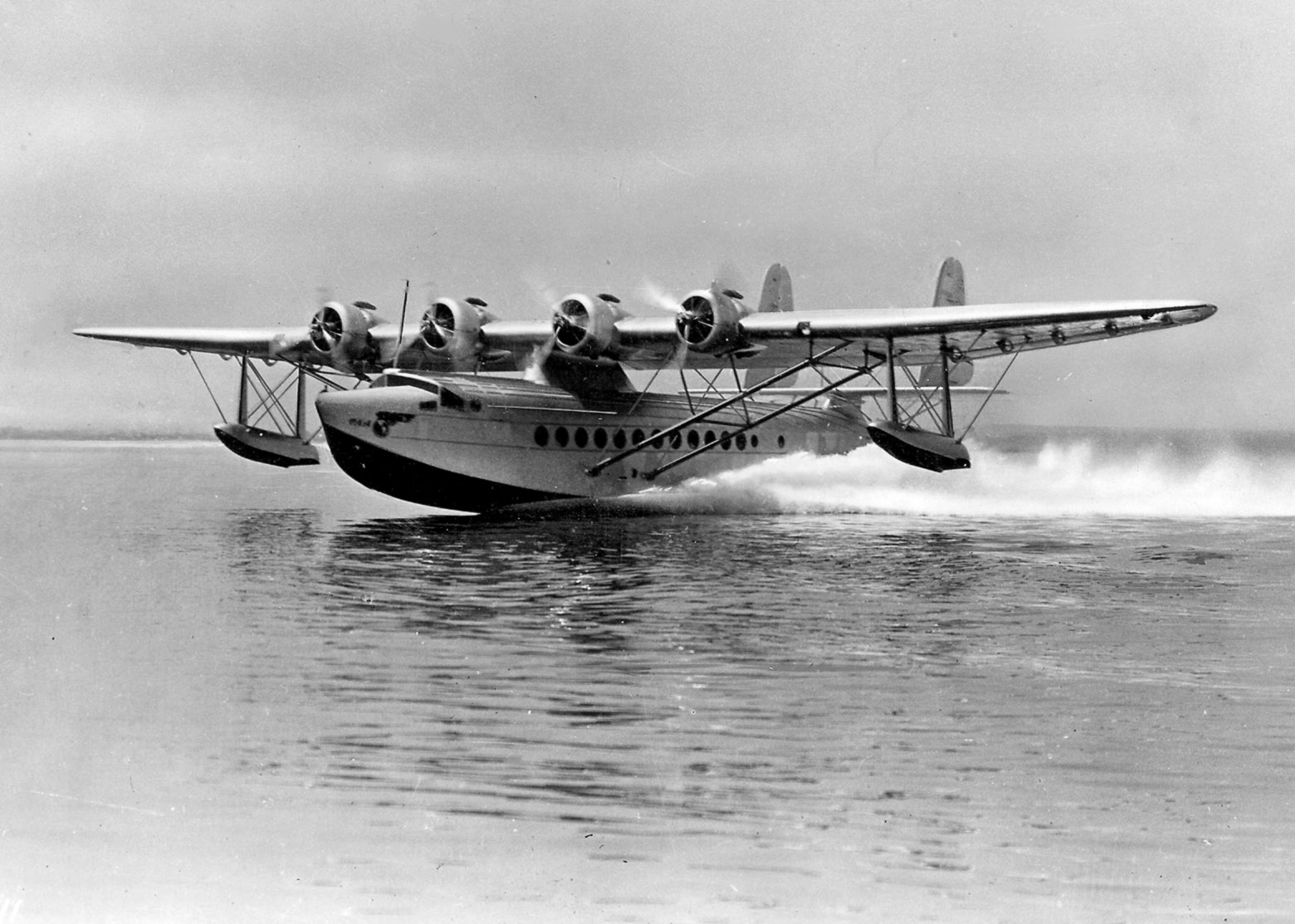
S-42 bezig met de start
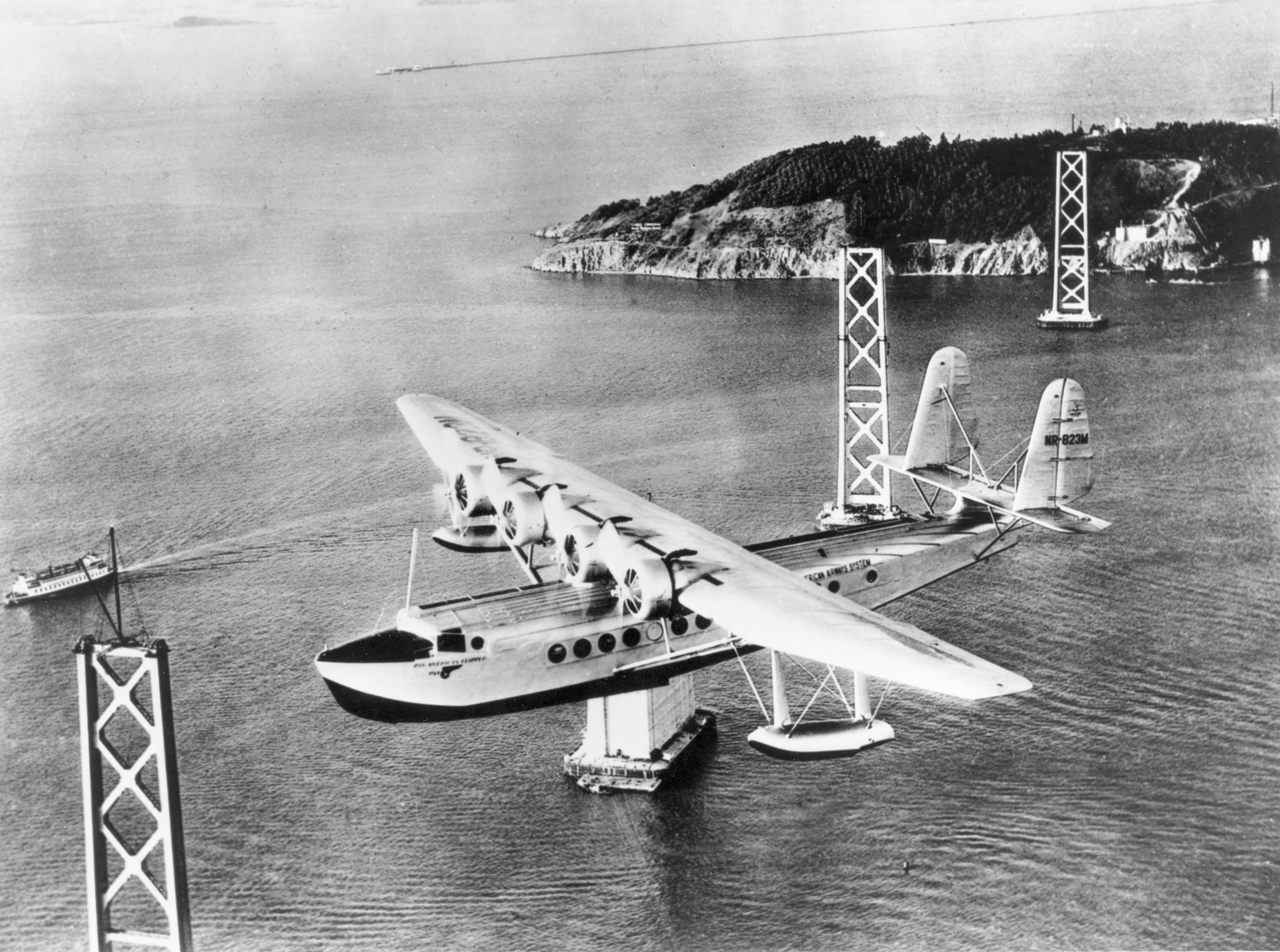
S-42 boven de Golden Gate Bridge die nog in aanbouw is
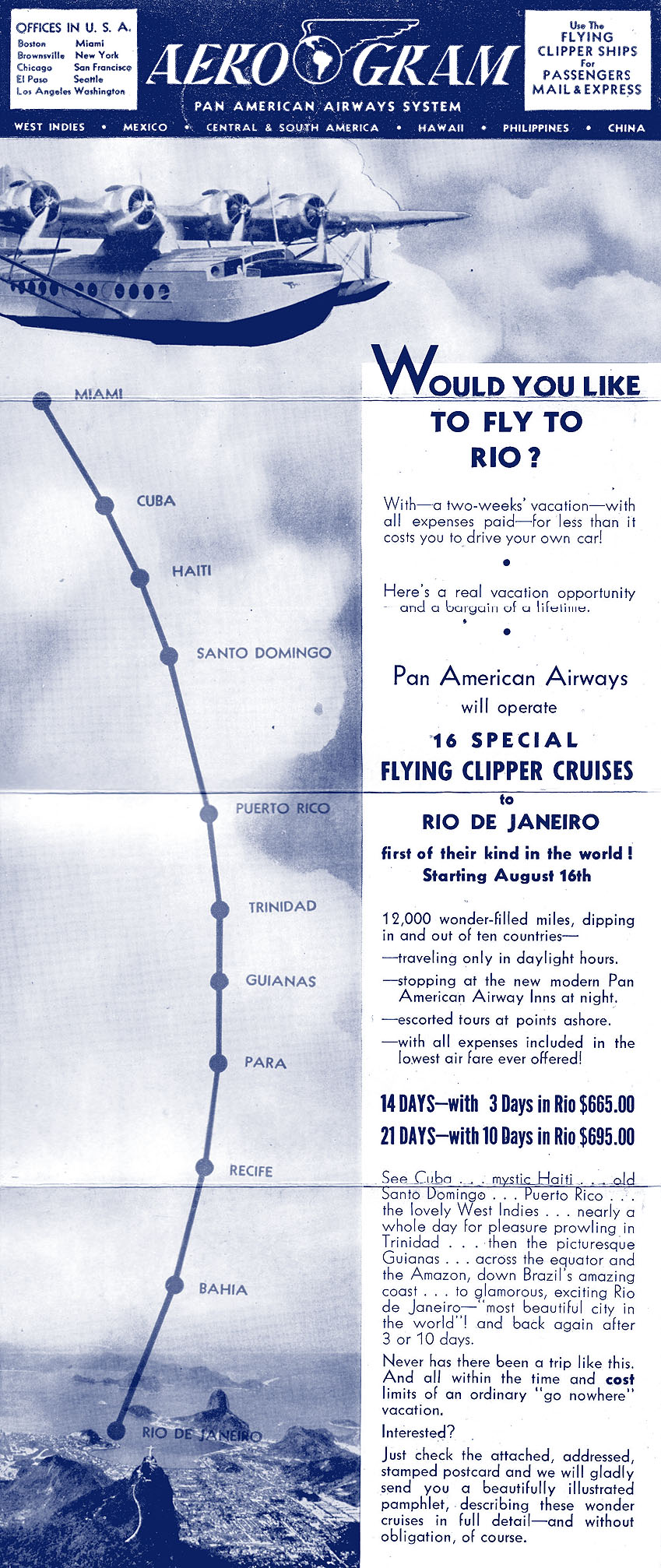
Pan Am routekaart Miami - Rio de Janeiro
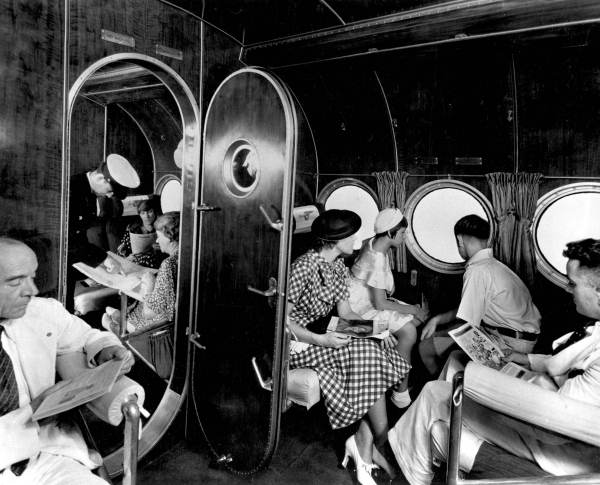
Interieur S-42